# Camerino Z. Mendoza (kommun i Mexiko)
Camerino Z. Mendoza är en kommun i Mexiko.   Den ligger i delstaten Veracruz, i den sydöstra delen av landet, 220 km öster om huvudstaden Mexico City. Antalet invånare är 39 002. Arean är 38 kvadratkilometer.
Terrängen i Camerino Z. Mendoza är kuperad västerut, men österut är den bergig.
Följande samhällen finns i Camerino Z. Mendoza:
- Ciudad Mendoza
- Necoxtla
- La Cuesta
- Barrio de Tetzmola
- Ocotla